# Gvozd
Gvozd (srbsky Гвозд) je opčina v Chorvatsku, nacházející se na západě Sisacko-moslavinské župy. V roce 2011 žilo v opčině 2 970 obyvatel, přičemž většina obyvatel byla srbské národnosti. Správním střediskem opčiny je vesnice Vrginmost.
V opčině se nachází celkem 19 obydlených vesnic. Největšími vesnicemi jsou Vrginmost s 1 095 obyvateli a Slavsko Polje s 338 obyvateli, nejmenší vesnicí je Trepča, v níž žije pouze 5 stálých obyvatel.
- Blatuša – 171 obyvatel
- Bović – 91 obyvatel
- Brnjavac – 93 obyvatel
- Crevarska Strana – 161 obyvatel
- Čremušnica – 103 obyvatel
- Dugo Selo Lasinjsko – 46 obyvatel
- Golinja – 38 obyvatel
- Gornja Čemernica – 142 obyvatel
- Gornja Trstenica – 88 obyvatel
- Kirin – 52 obyvatel
- Kozarac – 122 obyvatel
- Ostrožin – 32 obyvatel
- Pješčanica – 161 obyvatel
- Podgorje – 150 obyvatel
- Slavsko Polje – 338 obyvatel
- Stipan – 50 obyvatel
- Šljivovac – 32 obyvatel
- Trepča – 5 obyvatel
- Vrginmost – 1 095 obyvatel

Opčinou prochází D6. Obyvatelé se zabývají především zemědělstvím, chovem hospodářských zvířat a těžbou dřeva.